# Алкалоид
Алкалоиди су класа природних органских једињења која углавном садрже базни азотни атом.Ова група такође укључује нека сродна једињења са неутралним и чак благо киселим својствима. Нека синтетичка једињења сличне структуре могу се такође назвати алкалоиди. Поред угљеника, водоника и азота, алкалоиди могу да садрже и кисеоник, сумпор и, ређе, друге елементе, као што су хлор, бром и фосфор.
Они су производи биљака који имају специфично дејство на организам људи и животиња и углавном су отровни. Назив указује да се ради о једињењима базне природе (апарски halkali = база, поташа и грчког eidos = сличан). До сада је откривено око 5000 разних алкалоида, а многима од њих, око 3500, је одређена и хемијска структура. Цветнице садрже највише алкалоида, папрати мале количине, док их алге и маховине уопште не садрже. У животињским ћелијама алкалоидима су сродни адреналин, хистамин тирамин. Називе алкалоиди најчешће добијају по имену или врсти биљке у којима се налазе. Сваки алкалоид има систематски назив са суфиксом –ин или –инум (морфин, морфинум).
Назив алкалоиди је 1819. године увео апотекар Мајснер који је открио и алкалоид вератрин. Први изоловани чисти алкалоид био је морфин. Изоловао га је немачки апотекар Зертирнер 1804. Десетак година после тога, 1817, Робике открива наркотин, а само годину дана касније Пелетје и Кавенту проналазе стрихнин.
Алкалоиде производи велика разноликост организама, укључујући бактерије, гљивице, биљке и животиње. Они се могу пречистити из сирових екстраката тих организама киселинско-базном екстракцијом или екстракцијом растварачем чему следи силико-гелна колонска хроматографија. Алкалоиди имају широк спектар фармаколошких активности укључујући антималаријске (нпр. кинин), антиастматске (нпр. ефедрин), антиканцерогене (нпр. хомохарингтонин), холиномиметске (нпр. галантамин), вазодилатативне (нпр. винкамин), антиаритмичке (нпр. хинидин), аналгетске (нпр. морфин), антибактеријске (нпр. хелеритрин), и антихипергликемијске активности (нпр. пиперин). Многи су нашли примену у традиционалној или модерној медицини или као полазиште за откривање лекова. Остали алкалоиди поседују психотропне (нпр. псилоцин) и стимулансне активности (нпр. кокаин, кофеин, никотин, теобромин), и користе се у ентеогеним ритуалима или као рекреационе дроге. Алкалоиди могу такође бити токсични (нпр. атропин, тубокурарин). Иако алкалоиди делују на разноврсним метаболичким система код људи и других животиња, они готово једнолично изазивају горак укус.

## Хемијска природа и биосинтеза алкалоида
У хемијском погледу алкалоиди припадају разним групама органских једињења. Већи део су хетероциклична азотна једињења, а мањи део садржи азот у алифатичном делу молекула. Присуство азота условљава базни карактер. Поред азота, алкалоиди често садрже и кисеоник. Алкалоиди са киселинама формирају соли различите стабилности.
Алкалоиди су производи метаболизма аминокиселина које биљка не излучује због тога што садрже азот. Азотна једињења, које биљка упија из земљишта, могу да буду ограничавајући фактор раста па се зато једињења са азотом не излучују. Када азота има довољно, долази до синтезе аминокиселина у вишку па се тај вишак претвара у алкалоиде. Сматра се да се у недостатку азота неки алкалоиди опет могу претворити у аминокиселине. Треба нагласити да биосинтеза ових једињења као и њихов значај за биљке нису сасвим разјашњени, осим еколошког значаја за који се претпоставља да је у томе што отровне биљке животиње не једу.
У биљним ћелијама се ретко налазе у слободној форми већ су у облику соли, естара или амида. Најчешћи облик алкалоида јесу соли које су везане за органске киселине као што су млечна, јабучна, сирћетна и др. или за неорганске киселине (најчешће сумпорна и фосфорна).
Метаболизам алкалоида и њихов значај за живот биљака за сада није тачно познат. Алкалоиди се налазе практично у свим деловима биљака (у цветовима, плодовима, лишћу, кори, корењу). Алкалоиди настају из неколико аминокиселина као полазних једињења (пролин, леуцин, фенилаланин, триптофан и хистидин). Низ алкалоида се може добити синтетски, али су још увек економичнији извори из биљног материјала.
Алкалоиди су нерастворни у води, а добро растворни у органским растварачима (алкохолу, етру, хлороформу, бензену). Обрнуто, соли алкалоида су растворне у води, а мало су растворне у органским растварачима, осим у алкохолу, који раствара многе соли алкалоида.
Алкалоиди који садрже кисеоник су чврсте, кристалне супстанце, беле боје, без мириса и горког су укуса. Мали број алкалоида који не садржи кисеоник су течни и имају непријатан мирис (никотин).
Алкалоиди у биљкама се налазе у облику соли. Они се зато могу екстраховати водом и алкохолом. Ако се биљни материјал третира алкалијама, екстракција се врши органским растварачима при чему се екстрахују алкалоиди као такви. У том се случају често користи и дестилација са воденом паром.
Сирови екстракт алкалоида садржи и стране примесе па се пречишћава испирањем разблаженим раствором киселине при чему алкалоиди прелазе у киселу водену фазу ( 8.5) и екстрахује са органским растварачем. На крају се врши вишеструка кристализација алкалоида као таквог или у облику соли. У индустријским размерама често се користе јонски измењивачи за раздвајање алкалоида.

## Локализација, количина и садржај у биљци
Распоред алкалоида у биљном телу није равномеран већ се они нагомилавају у појединим биљним органима.
Количина и садржај алкалоида у биљкама зависи од више фактора:
- фазе онтогенетског развића
- географског положаја,
- заједничког дејства фактора спољашње средине (влаге, температуре, јачине осветљености, надморске висине и др.).

У току онтогенетског развића биљке количина и садржај алкалоида се мања. Из практичних разлога је веома важно знати у ком периоду је садржај највећи да би се тада вршило прикупљање сировина. Што се утицаја географског положаја тиче он се своди на то да је највећи број биљака са алкалоидима распрострањен у жарким и тропским пределима са влажном климом. Свака биљна врста захтева одређене услове спољашње средине који, када су оптимални доприносе да је количина алкалоида у биљци највећа.
Постоје подаци који указују на то да се количина алкалоида у биљци може мењати чак и у току дана и ноћи са разликом и до 40%. Тако се из незрелог мака добија више опијума увече него преко дана.

## Класификација
Пошто се алкалоиди користе као лекови или компоненте лекова, треба их издвојити у што је могуће чистијем облику.
Због различите структуре појединих алкалоида, тешко их је класификовати. С хемијске тачке гледишта, они се посматрају као деривати неког једињења које садржи азот, па се деле на следећих девет група:
1. Деривати тропана
2. Деривати хинолина
3. Деривати изохинолина
4. Деривати пиридина и пиперидина
5. Деривати индола
6. Деривати имидазола
7. Деривати пурина
8. Ациклични алкалоиди
9. Стероидни алкалоиди

- тропан
- хинолин

Ако бисмо поређали класе према броју алкалоида чија је структура позната и доказана, онда би класа деривата индола дошла на прво место са 902 различита алкалоида, за њом следи класа изохинолин алкалоида, која броји 669 па онда класа стероидних алкалоида са 337 и тако редом све до пуринских алкалоида којих има 11.
У технологији алкалоида користи се следећа подела:
1. Алкалоиди ражане главице
2. Алкалоиди мака
3. Тропански алкалоиди
4. Алкалоиди деривати пурина
5. Карбоциклични алкалоиди
6. Остали алкалоиди

## Подела алкалоидних биљака
Према данашњим подацима биљке које садрже алкалоиде чине око 10% од укупне светске флоре. У зависности од степана заступљености алкалоидних врста биљака фамилије се деле у три групе:
1. класу чине високоалкалоидне фамилије које имају преко 20% родова са алкалоидним врстама;
2. класи припадају средњоалкалоидне фамилије чијих 10-20% родова садржи алкалоидне врсте;
3. класа су малоалкалоидне фамилије чијих 1-10% родова има врсте богате алкалоидима.

Неке од најпознатијих алкалоидних фамилија присутних у флори Србије су дате су у наредној табели заједно са подацима о проценту алкалоидних родова и броју различитих алкалоида које те фамилије садрже:
| Фамилија       | % алкалоидних родова | број алкалоида |
| -------------- | -------------------- | -------------- |
| Amaryllidaceae | 45%                  | 187            |
| Apocynaceae    | 27,5%                | 886            |
| Berberidaceae  | 58,3%                | 75             |
| Borraginaceae  | 15%                  | 66             |
| Chenopodiaceae | 23%                  | 50             |
| Euphorbiaceae  | 8,3%                 | 130            |
| Fabaceae       | 17,6%                | 347            |
| Lamiaceae      | 5,5%                 | 17             |
| Ranunculaceae  | 42, 2%               | 306            |
| Solanaceae     | 31,8%                | 162            |

Обично филогенетски сродне биљке садрже структурно сличне алкалоиде, мада има и случајева када то правило не важи. Тако нпр. паприка, дуван и кромпир, иако припадају истој фамилији Solanaceae (помоћнице), садрже структурно потпуно различите алкалоиде. Алкалоид дувана (Nicotiana), никотин, припада једињењима пиридина и пролина, док су алкалоиди кромпира (род Solanum) стероиди.
Раније је владало мишљење да су алкалоиди специфични за само одређене биљке, али се сада зна да један исти алкалоид може бити састојак потпуно несродних биљака. Примери за то су кофеин и ефедрин који се, сваки понаособ, налазе у по шест различитих фамилија.